# Bronisław Chyła
Bronisław Chyła (ur. 5 lutego 1911 w Berlinie, zm. 19 lutego 1986 w Legnicy) – polski artysta plastyk i pedagog.

## Życiorys
Urodził się w rodzinie polskich emigrantów z Pomorza. Szkołę podstawową skończył w Berlinie, następnie terminował na mechanika precyzyjnego, kończąc naukę podstawowym egzaminem czeladniczym. Równocześnie uczęszczał do Wieczorowej Średniej Szkoły Technicznej. Pracował jako konstruktor, lecz porzucił tę pracę wstępując do Wyższej Szkoły Sztuk Plastycznych, gdzie przez cztery semestry studiował grafikę użytkową.
Czynnie uczestniczył w Związku Polaków w Niemczech. Z powodu prześladowań uciekł do Wiednia. Tu podjął dalsze studia na Akademii Sztuk Pięknych na wydziale mistrzowskim, w klasie portretu u profesorów Pausera i Boekla. W roku 1945 wstąpił do organizacji „Polonia Academica”. Na życie zarabiał restaurowaniem malowideł, rysowaniem i malowaniem portretów. W roku 1947 ukończył studia z wynikiem bardzo dobrym. Należał w młodości do Związku Harcerstwa Polskiego w Niemczech. Uprawiał turystykę. W 1929 wyruszył do Polski na zlot harcerski, a kilka lat później na pieszą wycieczkę do Włoch. Bezpośrednio po zakończeniu studiów powrócił do kraju wraz z rodziną.
Osiedlił się w Legnicy. Podjął pracę nauczyciela rysunku w Liceum Pedagogicznym w Legnicy. W 1951-1956 uczył w Państwowym Liceum Plastycznym we Wrocławiu. Po powrocie do Legnicy podjął pracę w prawie wszystkich szkołach średnich. Założył ognisko plastyczne przy Miejskim Domu Kultury. Od 1964 roku artysta uczył w Studium Nauczycielskim pełniąc równocześnie funkcję kierownika wydziału plastycznego.

## Działalność artystyczna
Działalność artystyczną rozpoczął w 1949 roku biorąc udział w wystawie wrocławskiego ZPAP w Katowicach. Jego pierwsza wystawa indywidualna miała miejsce w 1952 roku. Był członkiem ZPAP od 1950 roku, pełniąc wieloletnią funkcję prezesa jego wrocławskiego oddziału, a następnie oddziału Zagłębia Miedziowego. W 1977 roku został przez Ministerstwo Kultury i Sztuki ustanowiony rzeczoznawcą malarstwa w zakresie sztuki współczesnej.
Bronisław Chyła był twórcą legnickiego środowiska artystycznego, postacią wokół której skupiały się kolejne pokolenia lokalnych twórców. W 1969 roku, pod patronatem B. Chyły Grupa Zamek, czyli grono plastyków ze Studium Nauczycielskiego, zorganizowała pierwszy wspólny pokaz prac w holu Zamku. W roku 1970 Grupa zorganizowała pierwszą wystawę w legnickim Okręgowym Muzeum Miedzi.
Za działalność artystyczną i pedagogiczną został odznaczony przez Ministerstwo Kultury i Sztuki, a także przez Ministerstwo Oświaty. W 1974 roku otrzymał Krzyż Kawalerski Orderu Odrodzenia Polski. Był pierwszym laureatem miasta Legnicy. Otrzymał również odznakę Zasłużony dla Dolnego Śląska.
Został pochowany na cmentarzu komunalnym w Legnicy (B1/10/4).